# Alejandro Campano
Alejandro Campano Hernando (n 28 decembrie, 1978, Sevilla, Andaluzia, Spania) este un fotbalist spaniol retras din activitate, care a evoluat pe postul de mijlocaș dreapta la clubul FC Vaslui.

## Titluri
Mallorca
- Copa del Rey: 2002–2003